# Batsische Sprache
Die batsische Sprache (auch Tsova-Tush; Eigenbezeichnung bacbur mott) gehört zusammen mit dem Tschetschenischen und dem Inguschischen (den vejnachischen Sprachen) zum nachischen Zweig der (nordostkaukasischen) nachisch-dagestanischen Sprachen.
Batsisch ist keine Schriftsprache und wird von nicht mehr als ca. 3.400 Menschen in Tuschetien beziehungsweise in der Ortschaft Zemo-Alvani in Georgien gesprochen.

## Sprachliche Charakteristiken
Im Unterschied zu den vejnachischen Sprachen (die nur 6 Klassen aufweisen) besitzt das Batsische  8 Nominalklassen sowie eine personale Konjugation, die jedoch nicht obligatorisch ist. Batsisch ist eine Ergativsprache. Bemerkenswert ist das Phänomen der Suffixaufnahme.

## Phonologie

### Konsonanten

Batsisch (Nr. 5) im Umfeld der Nordostkaukasischen Sprachfamilie

|                        | bilabial | bilabial | bilabial | alveolar | alveolar | alveolar | post- alveolar | post- alveolar | post- alveolar | palatal | palatal | palatal | velar | velar | velar | uvular | uvular | uvular | pha- ryngal | pha- ryngal | pha- ryngal | glottal | glottal | glottal |
| ---------------------- | -------- | -------- | -------- | -------- | -------- | -------- | -------------- | -------------- | -------------- | ------- | ------- | ------- | ----- | ----- | ----- | ------ | ------ | ------ | ----------- | ----------- | ----------- | ------- | ------- | ------- |
| ej.                    | sl.      | sh.      | ej.      | sl.      | sh.      | ej.      | sl.            | sh.            | ej.            | sl.     | sh.     | ej.     | sl.   | sh.   | ej.   | sl.    | sh.    | ej.    | sl.         | sh.         | ej.         | sl.     | sh.     |         |
| Plosive                | pʼ       | p        | b        | tʼ       | t        | d        |                |                |                |         |         |         | kʼ    | k     | g     | qʼ     | q      |        |             |             |             |         | ʔ       |         |
| Affrikaten             |          |          |          | tsʼ      | ts       | dz       | tʃʼ            | tʃ             | dʒ             |         |         |         |       |       |       |        |        |        |             |             |             |         |         |         |
| Frikative              |          | f        | v        |          | s        | z        |                | ʃ              | ʒ              |         |         |         |       | x     | ɣ     |        |        |        |             | ħ           | ʕ           |         | h       |         |
| Nasale                 |          |          | m        |          |          | n        |                |                |                |         |         |         |       |       |       |        |        |        |             |             |             |         |         |         |
| Vibranten              |          |          |          |          |          | r        |                |                |                |         |         |         |       |       |       |        |        |        |             |             |             |         |         |         |
| laterale Approximanten |          |          |          |          | ɫ        | l        |                |                |                |         |         |         |       |       |       |        |        |        |             |             |             |         |         |         |
| zentrale Approximanten |          |          |          |          |          |          |                |                |                |         |         | j       |       |       |       |        |        |        |             |             |             |         |         |         |